# Jicchak Michaelson
Jicchak Claude Michaelson (hebrejsky יצחק קלוד מייכלסון, žil v letech 1903 – 1982) byl izraelský oftalmolog a člen Izraelské akademie věd.

## Biografie
Narodil se ve skotském Edinburghu a studoval oftalmologii na univerzitách v Glasgow a Edinburghu, přičemž promoval v roce 1927. Ve svém výzkumu a vědeckých pracích se zabýval vývojem sítnice. Působil jako patolog v glasgowské nemocnici zaměřené na oční choroby a přednášel na univerzitě v Glasgow.
Během druhé světové války byl poradcem britské armády v oblasti oftalmologie a sloužil v Egyptě. V roce 1948 si dokončil doktorát a přestěhoval se s rodinou do Izraele. Z počátku byl poradcem izraelské armády a pracoval jako oční chirurg.
V roce 1949 byl jmenován vedoucím oftalmologického oddělení Rambamovy nemocnice v Haifě a v roce 1954 se stal ředitelem oftalmologického oddělení nemocnice Hadasa v Jeruzalémě. Druhé zmíněné oddělení se pod jeho vedením stalo Oftalmologickým výzkumným centrem. Později byl jmenován profesorem na lékařské fakultě Hebrejské univerzity v Jeruzalémě. V roce 1960 mu byla udělena Izraelská cena v oblasti lékařství.
Při své práci se věnoval pomoci rozvojovým zemím, zejména pak těm africkým, a v roce 1971 inicioval Mezinárodní konferenci o prevenci proti slepotě. Po svém odchodu z nemocnice Hadasa v roce 1973 pomáhal v rehabilitacích slepým lidem.
Založil též Jeruzalémský institut pro prevenci proti slepotě.